# 柳澤大輔
柳澤 大輔（やなさわ だいすけ、1974年2月19日 - ）は実業家。株式会社カヤック代表取締役CEO。

## 来歴
1974年に香港で生まれ、小学3年で日本へ帰国するもそれ以前の記憶はほとんどない。慶應義塾高等学校で体育会自動車部に所属し、趣味の麻雀で貝畑政徳と出会う。慶應義塾大学環境情報学部でニューラルコンピューティングを専攻して久場智喜と出会う。高校から大学まで7年間、学習塾で講師のアルバイトを続けた。
1996年に大学を卒業してソニー・ミュージック・エンタテインメント通信販売事業部で企画、買い付け、カタログ制作、顧客対応などを行う。
大学院を卒業した貝畑、アメリカを放浪していた久場と、1998年に合資会社カヤックを設立して代表取締役となる。2005年にカヤックを株式会社とする。カヤックは、「サイコロ給」や「旅する支社」などユニークな会社制度でウェブサイト、スマートフォンアプリ、ソーシャルゲームを制作する。2009年に明和電機と共同で「貧乏ゆすり」を科学したプロダクト「YUREX」の開発とプロデュースに携わる。
2014年12月にカヤックが東証マザーズ、2021年に面白法人グループ ウェルプレイド・ライゼストが東証グロース、それぞれへ上場する。
2010年東京インタラクティブ・アド・アワード、2012年カンヌライオンズ 国際クリエイティビティ・フェスティバル、2009から2015年Yahoo!インターネットクリエイティブアワード、Startup Weekend TOKYO2014, YOKOHAMA2016、ビジネス書大賞2018, 2019など審査員を務める。
地域活動NPO法人カマコン理事、2015年株式会社TOW社外取締役、2016年株式会社クックパッド社外取締役、2019年INCLUSIVE株式会社社外取締役、2021年内閣官房デジタル田園都市国家構想実現会議構成員、2022年株式会社リビングハウス社外取締、2023年株式会社フィル・カンパニー社外取締役、iU 情報経営イノベーション専門職大学超客員教授、金沢大学非常勤講師、慶應義塾大学大学院政策・メディア研究科特別招聘教授、淑徳大学地域創生学部客員教授などを務める。

## 受賞歴
- 第8回東京インタラクティブ・アド・アワード インタラクティブ広告部門 銅賞[3]
- 第8回東京インタラクティブ・アド・アワード ウェブサイト部門「コーポレートサイト銅賞」[4]
- 第31回 2010 日本 BtoB 広告賞 金賞[5]
- 第13回文化庁メディア芸術祭「審査委員会推薦作品」
- 第4回JWDA WEBデザインアワード 奨励賞

## 著書
- 『リビング・シフト 面白法人カヤックが考える未来』　2020年3月18日　KADOKAWA
- 『鎌倉資本主義』　2018年11月29日　プレジデント社
- 『この社則、効果あり』　2008年6月27日　祥伝社
- 『ウェブで一発当てる方法—スマッシュコンテンツ成功の法則』　2008年12月1日　ワークスコーポレーション
- 『面白法人カヤック会社案内』　2008年11月10日　プレジデント社
- 『アイデアは考えるな。』　2009年11月19日　日経BP社
- 『空飛ぶ思考法』　2010年12月17日　サンマーク出版